# Andrej Jurynok
Andrej Sjarhejewitsch Jurynok (belarussisch Андрэй Сяргеевіч Юрынок: englisch Andrei Yurynok, * 21. September 1996 in Brest) ist ein belarussischer Handballspieler. Der 1,96 m große linke Außenspieler spielt seit 2016 für den belarussischen Erstligisten Brest GK Meschkow und steht zudem im Aufgebot der belarussischen Nationalmannschaft.

## Karriere

### Verein
Andrej Jurynok spielte bis 2015 für GK Wizjas Minsk. Seit 2015 steht er bei Brest GK Meschkow unter Vertrag, wobei er in der Saison 2015/16 an SKA Minsk ausgeliehen wurde. Mit Brest gewann er 2017, 2018, 2019, 2020, 2021, 2022 und 2023 die Meisterschaft sowie 2017, 2018, 2020 und 2021 den Pokal. Mit SKA nahm er am EHF-Pokal 2015/16 teil, mit Brest bis 2022 jedes Jahr an der EHF Champions League.

### Nationalmannschaft
In der belarussischen A-Nationalmannschaft debütierte Jurynok im Jahr 2013. Seitdem bestritt er 102 Länderspiele, in denen er 280 Tore erzielte. Er stand im Aufgebot für die Europameisterschaften 2016, 2018 und 2020 sowie für die Weltmeisterschaften 2019 und 2021.